# Vita Semerenko

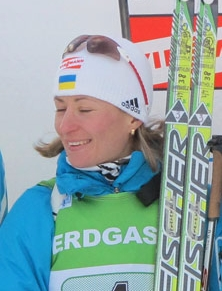

Viktoria (Vita) Oleksandrivna Semerenko (Oekraïens: Вікторія (Віта) Олександрівна Семеренко) (Krasnopillia (Oblast Soemy), 18 januari 1986) is een Oekraïense biatlete. Ze vertegenwoordigde haar vaderland op de Olympische Winterspelen 2010 in Vancouver. Haar tweelingzus Valj is eveneens actief als biatlete. Op de Olympische Winterspelen 2014 in het Russische Sotsji won ze, terwijl haar land verscheurd door onrusten was, een gouden medaille met de Oekraïense vrouwen-estafetteploeg.

## Carrière
Bij haar wereldbekerdebuut, in december 2006 in Östersund, scoorde Semerenko direct haar eerste wereldbekerpunten. Tijdens de wereldkampioenschappen biatlon 2007 in Antholz was haar beste resultaat de twaalfde plaats op de 7,5 kilometer sprint, op de drie andere onderdelen eindigde ze op de twintigste plaats. Samen met Valj Semerenko, Oksana Jakovleva en Oksana Chvostenko eindigde ze als negende op de 4x6 kilometer estafette. In januari 2008 behaalde de Oekraïense in Oberhof haar eerste toptienklassering in een wereldbekerwedstrijd. Op de wereldkampioenschappen biatlon 2008 in Östersund was Semerenko's beste prestatie de vierde plaats op de 12,5 kilometer massastart, op de 4x6 kilometer estafette legde ze samen met Valj Semerenko, Oksana Jakovleva en Oksana Chvostenko beslag op de zilveren medaille. In december 2008 stond de Oekraïense voor de eerste maal in haar carrière op het podium van een wereldbekerwedstrijd. In Pyeongchang nam ze deel aan de wereldkampioenschappen biatlon 2009, op dit toernooi was haar beste resultaat wederom de vierde plaats op de 12,5 kilometer massastart. Tijdens de Olympische Winterspelen van 2010 in Vancouver kwam Semerenko niet verder dan de tweeëntwintigste plaats op de 20 kilometer individueel, samen met Olena Pidhroesjna, Valj Semerenko en Oksana Chvostenko eindigde ze als zesde op de 4x6 kilometer estafette. Op de wereldkampioenschappen biatlon 2010 in Chanty-Mansiejsk eindigde ze samen met Oksana Chvostenko, Sergij Sednev en Andrij Deryzemlja als zesde op de gemengde estafette.
Tijdens de wereldkampioenschappen biatlon 2011 in Chanty-Mansiejsk veroverde Semerenko de bronzen medaille op de 20 kilometer individueel, op de 4x6 kilometer estafette sleepte ze samen met Valj Semerenko, Olena Pidhroesjna en Oksana Chvostenko de zilveren medaille in de wacht. Het team werd later gediskwalificeerd vanwege een positieve dopingtest van Oksana Chvostenko en moest de medaille inleveren.

## Resultaten

### Olympische Spelen
| Jaar | Plaats    | Resultaten                                                                          |
| ---- | --------- | ----------------------------------------------------------------------------------- |
| 2010 | Vancouver | 22e 15 km individueel 34e 7,5 km sprint 42e 10 km achtervolging 6e 4x6 km estafette |

### Wereldkampioenschappen
| Jaar | Plaats           | Resultaten |
| ---- | ---------------- | --- |
| 2007 | Antholz          | 20e 15 km individueel 12e 7,5 km sprint 20e 10 km achtervolging 20e 12,5 km massastart 9e 4x6 km estafette                              |
| 2008 | Östersund        | 13e 15 km individueel · 35e 7,5 km sprint · 4e 12,5 km massastart · 4x6 km estafette                                                    |
| 2009 | Pyeongchang      | 12e 15 km individueel 26e 7,5 km sprint 19e 10 km achtervolging 4e 12,5 km massastart DNF 4x6 km estafette                              |
| 2010 | Chanty-Mansiejsk | 6e Gemengde estafette |
| 2011 | Chanty-Mansiejsk | 15 km individueel · 18e 7,5 km sprint · 17e 10 km achtervolging · 25e 12,5 km massastart · DSQ 4x6 km estafette · 8e Gemengde estafette |

### Wereldbeker
Eindklasseringen
| Seizoen   | Algemeen | Individueel | Sprint | Achtervolging | Massastart |
| --------- | -------- | ----------- | ------ | ------------- | ---------- |
| 2006/2007 | 46e      | 38e         | 51e    | 52e           | 40e        |
| 2007/2008 | 37e      | 18e         | 38e    | -             | 24e        |
| 2008/2009 | 13e      | 6e          | 10e    | 18e           | 17e        |
| 2009/2010 | 19e      | 24e         | 23e    | 19e           | 13e        |
| 2010/2011 | 15e      | 7e          | 18e    | 18e           | 18e        |
| 2011/2012 | 12e      | 20e         | 12e    | 13e           | 10e        |
| 2012/2013 | 10e      | 16e         | 10e    | 14e           | Brons      |
| 2013/2014 | 32e      | 50e         | 30e    | 24e           | -          |
| 2017/2018 | 15e      | 54e         | 10e    | 11e           | 17e        |

Wereldbekerzeges
| Nr.        | Datum           | Plaats     | Onderdeel        |
| Estafettes | Estafettes      | Estafettes | Estafettes       |
| ---------- | --------------- | ---------- | ---------------- |
| 1.         | 7 januari 2009  | Oberhof    | 4x6 km estafette |
| 2.         | 3 januari 2013  | Oberhof    | 4x6 km estafette |
| 3.         | 7 december 2013 | Hochfilzen | 4x6 km estafette |